# 大韓航空85便ハイジャック誤報事件
大韓航空85便ハイジャック誤報事件（だいかんこうくう85びんハイジャックごほうじけん）は、2001年9月11日大韓航空85便（ボーイング747型機）が飛行中にハイジャック警報を発報したことで生じた一連の事件である。

## 状況
同日に発生したアメリカ同時多発テロ事件の直後、アメリカ合衆国に向かうすべての航空機は出発地に引き返すか、十分な燃料がない場合はカナダに着陸するように要請された。
このような状況下で、仁川発アンカレッジ経由ニューヨーク行き大韓航空85便のパイロットが、大韓航空社との業務連絡の際に「HJK」というテキスト(ハイジャックされたという意味のコード)が含まれたテキストメッセージを送った。テキストメッセージサービス会社のARINCは、助けを求めているかもしれないと考え、北アメリカ航空宇宙防衛司令部（NORAD）に通報した。
NORADはF-15をアンカレッジのエルメンドルフ空軍基地から発進させるとともに、アラスカ航空管制(ATC)に符牒でパイロットに尋ねるよう要請した。民間航空機のパイロットはハイジャック時の符牒での応答方法を訓練されている。ATCは、85便にトランスポンダのコードを7500に変更するよう指示した。7500はハイジャックを意味する全世界的なコードで、パイロットはハイジャックされている場合に限り変更することになっている。しかし、85便は指示に従ってコードを変更したため、ATCでは85便がハイジャックされていることを確認したものと受け取った。
ハイジャック機によるアラスカへの攻撃を恐れ、アラスカ州知事はアンカレッジの大きなホテルおよび政府関係の建物からの避難を命じた。アラスカに近いバルディーズでは沿岸警備隊が石油を満載するタンカーに海に出るよう命じた。
当時NORADから出撃したF-15の責任者であったノートン・シュワルツ大尉は、アラスカが攻撃を受ける前に85便を撃墜する命令を下す準備をしたと2001年にリポーターに語った。
85便が攻撃対象となりうる場所に近づいたら撃墜すると知らされたアンカレッジATCは、85便に人口の多い場所を避けてホワイトホースに向かうよう指示した。
NORADはカナダ当局にカナダ上空での撃墜許可を求めた。カナダのクレティエン首相(当時)は撃墜準備が整った時に再度連絡するという条件で許可した。
90分後、85便はホワイトホースに何事もなく着陸した。カナダの公務員は着陸前にすべての学校と大きな建物から避難した。85便は滑走路で武装した王立カナダ騎馬警察の出迎えを受け、結局すべては誤解だったことがわかった。85便のパイロットはATCのトランスポンダ信号の変更指示を受けて従っただけだった。

## 影響
大韓航空85便がアメリカ同時多発テロ事件発生直後の時間帯に警報を鳴らしたことで、緊急事態対応に追われていたアメリカ政府およびカナダ首相に同機の撃墜許可手続きをさせる重荷を負わせ、アラスカ州及びカナダにおいては、高速道路閉鎖、大規模ホテルや学校、行政施設に避難命令が下された。
エリック・ニールセン・ホワイトホース国際空港では王立カナダ騎馬警察スナイパーチームが待機し、ホワイトホースでは街の中心部から避難する人々の車列により、渋滞が発生するなどの被害を被る事態となった。

## 経緯

### 2001年9月11日
- 大韓航空85便、韓国ソウル仁川国際空港を離陸。経由地アメリカアンカレッジ(目的地ニューヨーク)へ向かう。
- 午前8時46分40秒(東部標準時 (EST)) - アメリカン航空11便がニューヨークワールドトレードセンターノースタワーに激突。
- 午前9時03分11秒(EST) - ユナイテッド航空175便がワールドトレードセンターサウスタワーに激突。
- 午前9時37分(EST) - アメリカン航空77便がアメリカ国防総省の本部庁舎(ペンタゴン)に激突。
- 午前9時59分04秒(EST) - サウスタワー崩壊。
- 午前10時03分11秒(EST) - ユナイテッド航空93便が首都ワシントンD.C.を標的としたハイジャック犯に乗っ取られるも未遂に終わる。機体はペンシルバニアシャンクスヴィル近郊に墜落。
- 午前10時10分(EST) - ペンタゴン、アメリカン航空77便に衝突された箇所が崩落。
- 午前10時28分(EST) - ノースタワー崩壊。
- 午前11時08分(EST) - 大韓航空85便、"HJK"とハイジャックを受けた際に入力するテキストメッセージを発報。
- 午後12時00分(EST) - ハイジャック警報を受信したARINC（英語版） 当局が北アメリカ航空宇宙防衛司令部(NORAD)に通報。
- 午後1時00分(EST) - アメリカエルメンドルフ空軍基地からF-15戦闘機スクランブル発進。
- 午後1時24分(EST)  - 大韓航空85便、トランスポンダを7500に設定。再びハイジャック犯に乗っ取られた際の操作を行う。
- 午後1時-午後2時45分(EST) - アラスカ州にあるテロ対象になりえる施設からの避難が始まる。
- 午後2時54分(EST) - アメリカ空軍及びカナダ空軍戦闘機の誘導により、大韓航空85便をエリック・ニールセン・ホワイトホース国際空港に強制着陸させる。着陸後の王立カナダ騎馬警察の機内捜索により、ハイジャック犯が存在しないことを確認。

## 参考資料
- 大韓航空85便と交信した元管制官へのインタビュー